# Nashorn
El 8,8 cm PaK 43/1 auf Fgst. Pz.Kpfw. III/IV (SF) (Sd.Kfz. 164) va ser un caçatancs pesats de la Wehrmacht alemanya durant la Segona Guerra Mundial.
El Nashorn (alemany: [ˈnaːsˌhɔɐ̯n], "rinoceront"), conegut inicialment com a Hornisse (alemany "vespa"), va ser un Panzerjäger ("caçador de tancs") alemany de la Segona Guerra Mundial. Es va desenvolupar com a solució provisional l'any 1942 equipant un xassís lleuger sense torreta basat en els tancs Panzer III i Panzer IV amb el canó antitanc Pak 43 de 88 mm. Tot i que només estava lleugerament blindat i mostrava un alt perfil, podia penetrar a l'armadura frontal de qualsevol tanc aliat a llarg abast, i el seu cost relativament baix i la seva mobilitat superior als vehicles més pesats van assegurar que romangués en producció fins al final de la guerra.

## Desenvolupament
Després de les primeres experiències alemanyes amb els nous tancs soviètics com el tanc mitjà T-34 o el tanc pesat Kliment Voroshilov durant l'Operació Barba-roja, es va fer evident la necessitat d'un Panzerjäger capaç de destruir aquests tancs més forts.
El febrer de 1942, l'empresa d'armes Alkett (Altmärkische Kettenwerke GmbH) de Berlín va dissenyar un caçatancs utilitzant el seu xassís Geschützwagen III/IV recentment desenvolupat que, com el seu nom indica, utilitzava components tant dels tancs Panzer III com Panzer IV. El Panzerjägerkanone 43/1 L/71 de 8,8 cm (PaK 43/1) un canó antitanc de canó llarg (també utilitzat, com a KwK 43, per a l'armament principal del tanc Tiger II) es va muntar a la part posterior del xassís amb el seu escut blindat, i es va construir una superestructura oberta al voltant de l'arma per donar una mica de protecció a la tripulació. El canó tenia la mateixa elevació i través que si hagués estat al seu remolc: 15° a banda i banda i entre -5° i +15° d'elevació. Per acomodar el canó llarg i pesat, calia allargar el casc i traslladar el motor des de la part posterior fins al centre del xassís. La quantitat de blindatge proporcionada per al compartiment de la tripulació era limitada. El blindatge proporcionat era adequat per protegir la tripulació de la metralla i les armes lleugeres d'infanteria, però no dels projectils perforants. Així, com la sèrie Marder, el vehicle no estava pensat per participar en combats entre tancs, sinó per proporcionar mobilitat a un potent canó antitanc.
Aquest model es va presentar per a l'aprovació a Adolf Hitler l'octubre de 1942 i va entrar en producció a principis de 1943. Tenia nombroses designacions oficials, com ara 8,8 cm Pak 43 (L/71) auf Fahrgestell Panzerkampfwagen III/IV (Sf) o 8, 8cm Pak43 (L/71) auf Geschützwagen III/IV (Sd. Kfz. 164), encara que també era conegut com el Panzerjäger Hornisse (alemany: Caçatancs Vespa)
Durant la primera meitat de 1943, es va introduir en producció un nou model de Hornisse. Aquest model va alterar la placa de blindatge frontal del conductor, juntament amb altres diferències menors. Aquest model i el seu predecessor, els pocs vehicles de producció inicial, eren gairebé indistingibles. Va ser rebatejat com Nashorn per Hitler el 1944.
La producció total del Nashorn va ascendir a uns 494 vehicles, la majoria dels quals es van construir l'any 1943. El gener de 1944, Hitler va afavorir la producció d'un destructor de tancs més nou i totalment blindat, el Jagdpanzer IV, que tenia una silueta molt més baixa i un blindatge frontal més gruixut. (placa frontal de 60 mm), i un eficaç, encara que menys potent, canó de 7,5 cm. Tot i que encara era principalment una arma d'emboscada, aquest vehicle estava millor construït per a enfrontaments entre blindats. La producció del Nashorn va continuar el 1945, encara que a un ritme lent.